# Fiktivní články od Zhemao

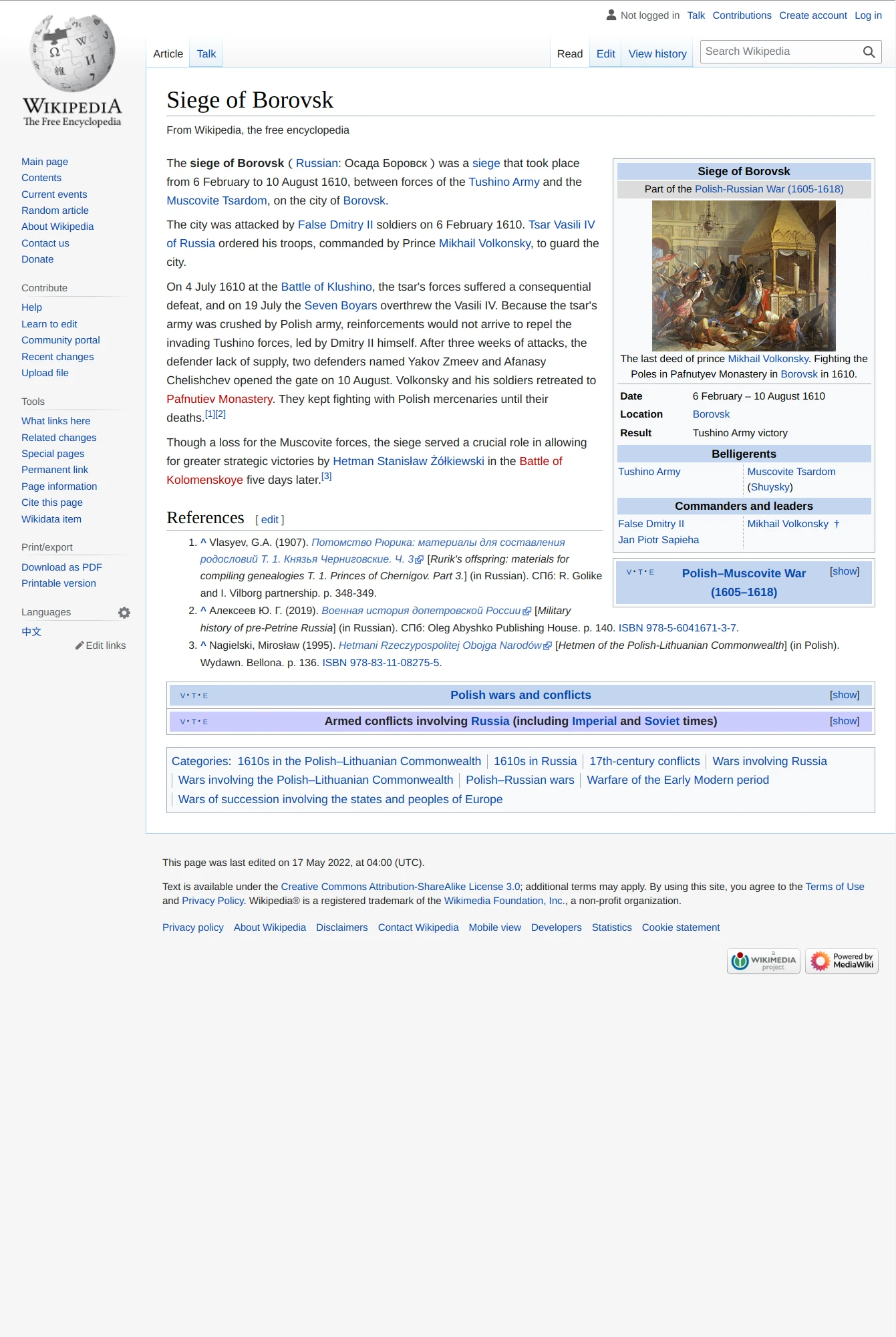
Screenshot přeloženého textu od Zhemao na anglické Wikipedii

Od roku 2012 do roku 2022 vytvořila editorka čínské Wikipedie Zhemao (čínsky 折毛, Če-mao) přes 200 vzájemně propojených článků, jejichž obsahem byly fiktivní středověké ruské dějiny. Spojením pravdivých informací a smyšleností vytvořila články, které vypadaly realisticky. S touto prací začala již v roce 2010, kdy se soustředila na problematiku čínské historie, ale v roce 2012 obrátila svou pozornost a píli na ruské dějiny, zejména na politické a válečné události středověkých slovanských států. Mnoho z podvodných článků vytvořila pouze k podpoře původních smyšlenek. Zhemao unikala odhalení více než deset let tím, že si získala důvěru komunity. Představovala se jako absolventka historie Moskevské univerzity, používala loutkové účty k předstírání podpory a využívala dobré víry komunity, že její nejasné zdroje odpovídají obsahu článku.
Falešné články odhalila čínská spisovatelka I-fan v červnu 2022, protože ji zpočátku zaujalo vyprávění o stříbrném dole Kašin. Když však pátrala po citovaných zdrojích, odhalila, že neodpovídají uvedeným informacím. Tentýž měsíc Zhemao zveřejnila omluvu a mimo jiné prozradila, že neovládá angličtinu ani ruštinu. Ostatní editoři zablokovali její účty a rychle smazali její podvodné články. Incident obnovil pochybnosti o spolehlivosti Wikipedie.